# Дупката на бай Иван академишки
Дупката на бай Иван академишки е пропастна пещера във Врачанска планина.
Намира се в местността вр. Яворец, на 1150 m н.в., в землището на село Зверино, община Мездра, област Враца. Дължината ѝ е 10 m, а дълбочината – 32 m. Пещерата е картирана през 1987 г. от Димитър Ангелов, Цветан Остромски от пещерен клуб „Академик“ София. Картата е с мащаб 1:200.